# Gmina Raikküla
Gmina Raikküla (est. Raikküla vald) – gmina wiejska w Estonii, w prowincji Rapla.
W skład gmin wchodzą:
- 22 wsie : Jalase, Kaigepere, Keo, Koikse, Kõrvetaguse, Lipa, Lipametsa, Loe, Lõpemetsa, Metsküla, Nõmmemetsa, Nõmmküla, Põlma, Pühatu, Purku, Raela, Raikküla, Riidaku, Tamme, Ummaru, Vahakõnnu, Valli.